# Vincenzo Valgrisi

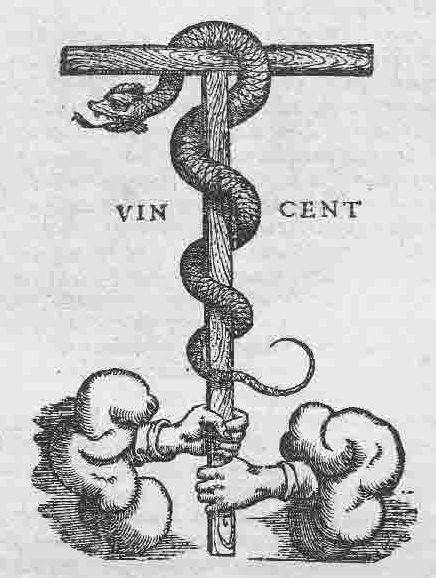
Marca tipografica di Valgrisi. È composta da un bastone intorno al quale si attorciglia un serpente; il bastone è sostenuto da due mani e collocato in mezzo al nome Vincent.

Vincenzo Valgrisi, o Valgrisio (nato Vincent Vaugris) (Charly, 1490 ca. – post 1572), è stato un tipografo italiano (di origine francese), attivo a Venezia dal 1540 al 1572.

## Biografia
Nel complesso della sua attività stampò circa 200 edizioni. Lavorò sempre a Venezia, con una breve parentesi a Roma dal 1549 al 1551.

La sua edizione dell'Orlando Furioso dell'Ariosto presentò due novità editoriali: ogni inizio di canto era ornato da un'illustrazione che occupava l'intera pagina (e non una vignetta com'era d'uso all'epoca) e il testo fu arricchito di carte geografiche con cui seguire gli spostamenti dei personaggi. 
Anche i suoi parenti Guglielmo, Felice e Giovanni Valgrisio furono abili tipografi. Si conosce il nome di una sua figlia, Diana, che sposò il tipografo Giordano Ziletti prima del 1566.

Marche tipografiche di Vincenzo Valgrisi
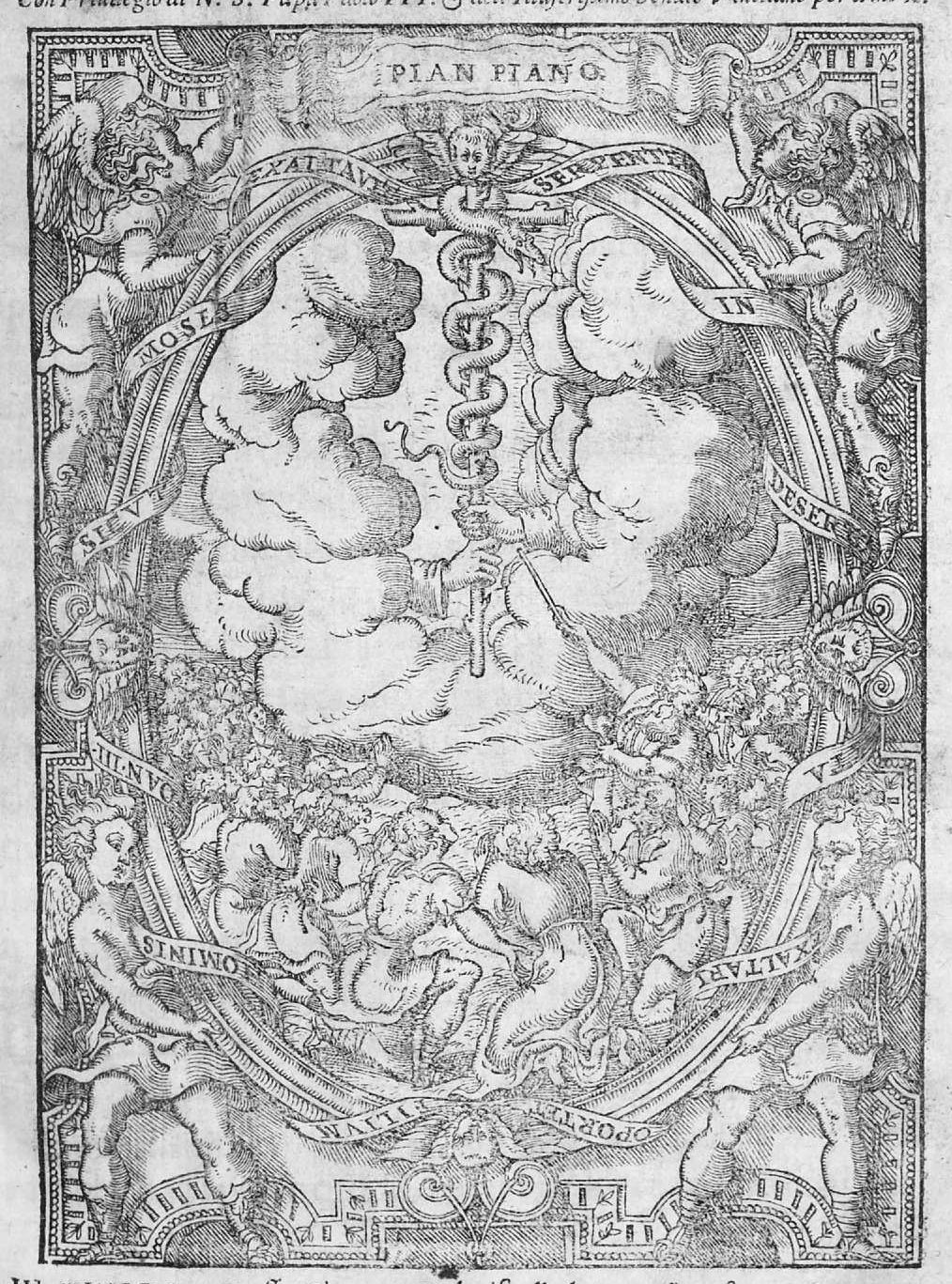
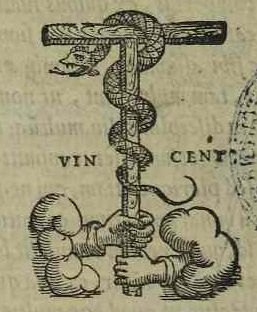
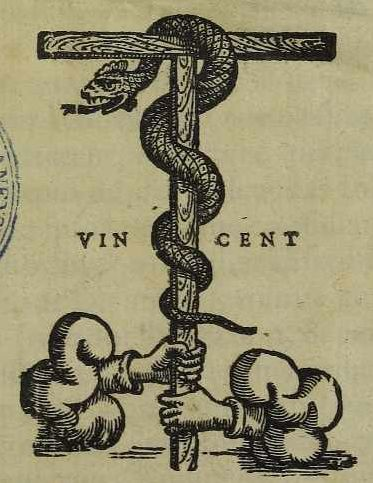
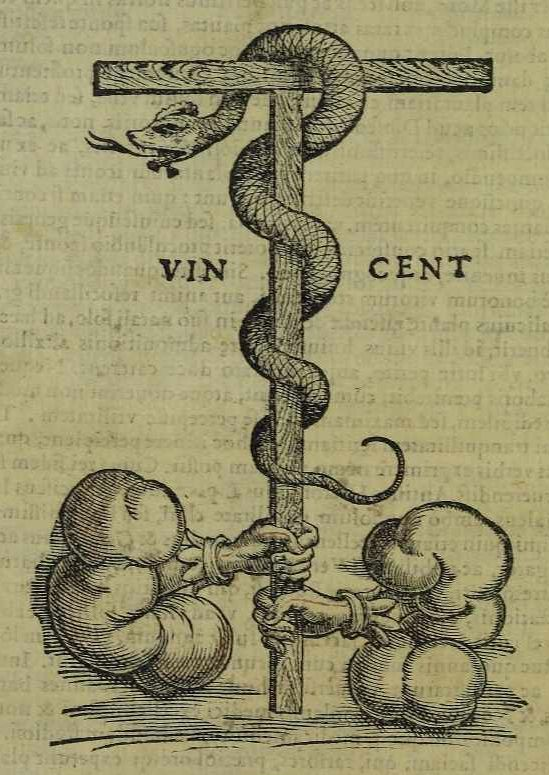